# NGC 54
NGC 54 és una galàxia espiral barrada localitzada en la constel·lació de la Balena. La galàxia va ser descoberta per Wilhelm Tempel en 1886, i la va definir com "molt tènue, bastant petita, rodona". La galàxia té un diàmetre de 90,000 anys llum, fent-la una mica més petita que la Via Làctia.